# Porto/Post/Doc
Porto/Post/Doc es un festival internacional de cine documental que se celebra anualmente en la ciudad de Oporto, Portugal.

## Gran Premio
- 2023: A los libros ya las mujeres canto, de María Elorza
- 2022: A Little Love Package, de Gastón Solnicki
- 2021: The Last Shelter, de Ousmane Samassekou
- 2020: Partida, de Caco Ciocler
- 2019: Transnistra, de Anna Eborn
- 2018: The Kamahasaki Cauldron War, de Leo Sato
- 2017: Meteors, de Gürcan Keltek
- 2016: Eldorado XXI, de Salomé Lamas
- 2015: Behemoth, de Zhao Liang
- 2014: Letters to Max, de Éric Baudelaire